# Josep Banús i Sans
Josep Banús i Sans (Reus, 19 de setembre de 1893 - 11 de març de 1972) va ser un periodista i escriptor català.

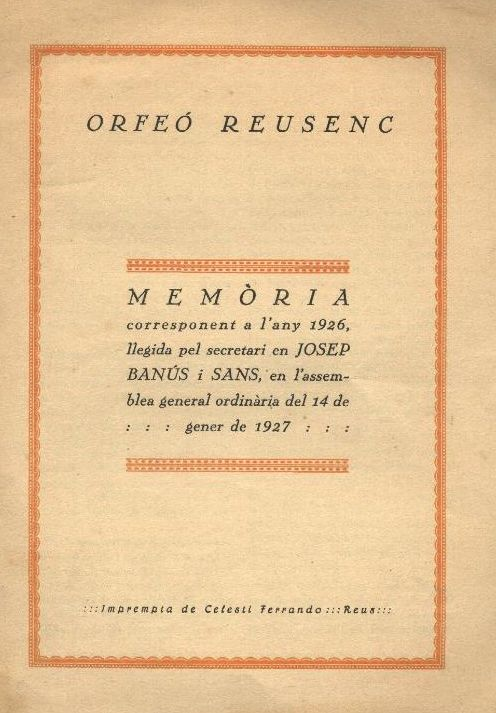
Portada del llibre Memòria de l'Orfeó Reusenc, llegida pel seu secretari Josep Banús i Sans

Va començar en el periodisme per la seva filiació política a les files de la Lliga Regionalista de Cambó, al dirigir el 1913 la segona època del periòdic catalanista La Veu del Camp, quan aquesta publicació va deixar de pertànyer a l'Associació Catalanista de Reus. Més tard s'afilià a Acció Catalana i va publicar assíduament al seu portaveu Les Circumstàncies. El 1922 va ser secretari de l'Orfeó Reusenc, entitat en la que engegà la publicació d'una revista i on va participar en la seva secció de teatre. El 1918 va ser president de l'Assemblea de la Premsa de les comarques de Tarragona, i el 1922 un dels fundadors de l'Associació de la Premsa de Reus. Va presidir la Joventut Caritativa, l'Esbart Dansaire i la secció de literatura del Centre de Lectura. El 1930 va fundar, amb la col·laboració de Josep Miquel i Pàmies, una entitat a imitació de la que havia sorgit a Sabadell l'any anterior, Amics del Teatre, per tal de portar a Reus les companyies teatrals de Madrid i Barcelona que feien gires per Catalunya amb la intenció de fomentar la cultura teatral. Va col·laborar a la Revista del Centre de Lectura, a Foment, al diari Reus i en la postguerra a Reus: semanario de la ciudad i sobretot al Diario Español de Tarragona, del que en va ser corresponsal a Reus. Va ser director de l'intent de publicació del Diario de Reus el 1939.
Va escriure diverses obres de teatre: Flor d'Amor, L'amargor de la veritat, Del mirinyac al barret de palla, que van ser representades i no publicades, i «de poca consistència teatral», diu Josep Olesti. Publicava crítiques de teatre a la premsa de postguerra, amb una marcada ideologia conservadora. Des del 1924 va ser col·laborador de l'emissora local Ràdio Reus, fundada aquell any. Van ser molt populars unes Charlas sobre el Reus de antaño que es radiaven per aquella emissora durant els anys 1952 i 1953, i que van ser posteriorment publicades en fascicles. Es va dedicar també al comerç de vins.